# Баарія (фільм)
«Баарія» («Baarìa») — італійський кінофільм 2009 року, знятий режисером Джузеппе Торнаторе на кіностудії «Medusa Film».

## Сюжет
Баарія — сицилійська сленгова назва міста Багерія, в якому народився Торнаторе. Ця картина — автобіографічна епопея про три покоління мешканців сицилійського села. У сентиментальних тонах фільм розповідає про такі важливі явища італійської історії 20 століття, як фашизм у Сицилії, війна, комунізм та мафія.

## У ролях
- Франческо Шіанна — Пеппіно Торренуова
- Маргарет Маде — Манніна
- Мікеле Плачидо — Пальміро Тольятті
- Рауль Бова — журналіст з Риму
- Джорджо Фалетті — Кортечч'я
- Лео Гуллотта — Ліборіо
- Анхела Моліна — Саріна
- Ніколь Грімаудо — Саріна в юності
- Габріеле Лавіа — вчитель
- Енріко Ло Версо — роль другого плану
- Марчелло Маццарелла — мер
- Коррадо Фортуна — Ренато Гуттузо
- Ніно Фрассіка — Джакомо Бартолотта
- Елена Руссо — роль другого плану
- Енріко Салімбені — Альберто Латтуада
- Людовіко Кальдарера — роль другого плану
- Даніеле Перроне — роль другого плану
- Оріо Скадуто — Гаспаре
- Марко Єрмано — П'єтро
- Алессандро Ді Карло — Альберто Сорді
- Мікеле Руссо — роль другого плану
- Лолло Франко — роль другого плану
- Доменіко Чентаморе — роль другого плану
- Серджо Веспертіно — роль другого плану
- Аліреза Ахманд — Джузеппе Санчес
- Ліна Састрі — Тана
- Моніка Беллуччі — подруга каменяра
- Луїджі Ло Кашіо — валютник
- Лаура К'ятті — студентка
- Донателла Фінокк'яро — галантерейник
- Паоло Брігулья — роль другого плану
- Вінченцо Салемме — роль другого плану
- Гаетано Бруно — Джино
- Луїджі Марія Бурруано — аптекар
- Франческо Гуццо — аукціоніст
- Себастіано Ло Монако — роль другого плану
- Джізелла Маренго — Матильда
- Тоні Сперандео — заводчик

## Знімальна група
- Режисер — Джузеппе Торнаторе
- Сценарист — Джузеппе Торнаторе
- Оператор — Енріко Лучіді
- Композитор — Енніо Морріконе
- Художник — Мауріціо Сабатіні
- Продюсер — Тарак Бен Аммар